# Jövevényszavak átírás szerinti listája
A jövevényszavakat (idegen nyelvekből eredő, de a magyarban elterjedt szavakat) eleinte eredeti alakjukban írjuk (ilyenkor még idegen szónak számítanak), majd ha közismertté válnak, két eset lehetséges: sok esetben jóváhagyják a magyaros írásmódot – olykor az eredeti nyelvi alakhoz legközelebbi formában, máskor módosulásokkal – (AkH.11 203.), máskor viszont megőrződik az idegen írásmód szerinti írás (AkH.11 212.) – ennek ismérveit l. a jövevényszó szócikkben.
Kivétel ez alól, ha nem latin írású nyelvekből származnak, mert olyankor eleve magyaros formában vesszük át őket (AkH.11 205.), valamint ha többszavasak (pl. second hand, shopping center, rock and roll): ilyenkor megőrződik az idegen írásmód (AkH.11 213.); továbbá az egy-egy szűk területen használt szakszavakban is megmarad az idegen írásmód.
Mindezek javasolt írásmódjának meghatározásában az OH. szerzői „a Magyar Nemzeti Szövegtár felhasználásával döntötték el, mely szót kell eredeti, melyiket pedig már átírt, magyaros írásmóddal lejegyezni. A szerzőpáros azt az elvet követte, hogy ha a korpusz 40%-ában már az átírt írásmód szerepelt, akkor a magyaros írású szóalakot vették fel a szótárba is.”
Az átírás egy-egy szón belül következetes abban az értelemben, hogy ha sor kerül rá, akkor a tipikusan idegen betűket, betűkapcsolatokat mind kiküszöböljük (kivéve az x-et és a ch-t, amelyek noha a szűkebb magyar ábécének nem részei, előfordulnak magyar írásmódú szavakban, l. AkH.11 204.). Az átírás ezzel együtt néha megőriz idegen elemeket, nem mindig pontosan adja vissza az elterjedt magyar kiejtést, például bonbon, futball, joghurt, millió (ejtve [bombon, fudball, jokhurt, milió], vö. AkH.11 203.).
Az alábbi lista olyan közszavakat sorol fel, amelyeken érzékelhető az idegen eredetük, tehát újabb átvételek (szemben a több száz éves jövevényszavakkal). Idegen írásmódú szavak közül régebbieket is fel lehet venni (ezeknél ugyanis épp az a kuriózum, ha már régóta élnek a magyarban, mégsem írjuk őket magyarosan, például guillotine), a magyaros írásmódúak közül pedig a legújabbaknak érdemes különös figyelmet szentelni (rövid ideje vannak jelen, mégis magyarosodtak már, például gírosz).
Az idegen írású alakok baloldalt szerepelnek, jobbra pedig a magyaros írásmódúak. Az alábbi írásformák az Osiris-féle Helyesíráson és a Magyar helyesírási szótáron alapulnak. (A könnyebb kereshetőség érdekében a másik lehetséges írásforma is szerepel mellettük, de ez át van húzva.)

## A, Á
| Idegen írásmód szerinti írás | Magyaros (kiejtés szerinti) írásmód                            |
| ---------------------------- | -------------------------------------------------------------- |
|                              | - aerobik aerobic - attak attack - autó auto - avokádó avocado |

## B
| Idegen írásmód szerinti írás                                                 | Magyaros (kiejtés szerinti) írásmód                                                                                        |
| ---------------------------------------------------------------------------- | --- |
| - bestseller besztszeller, beszceller, besszeller - boy boj - byte vagy bájt | - bájt vagy byte - biznisz business - blúz blouse - bridzs bridge - buldog bulldog - buldózer bulldozer - bungaló bungalow |

## C
| Idegen írásmód szerinti írás                                             | Magyaros (kiejtés szerinti) írásmód |
| ------------------------------------------------------------------------ | ----------------------------------- |
| - chat vagy cset - country (zenei stílus) kantri - cowboy kauboj, kovboj | - cipzár zipzár - cunami tsunami    |

Lásd még a Cs és a K betűt.

## Cs
| Idegen írásmód szerinti írás | Magyaros (kiejtés szerinti) írásmód                    |
| ---------------------------- | ------------------------------------------------------ |
|                              | - csencsel change-el - csili chili - csip(kártya) chip |

Lásd még a C betűt.

## D
| Idegen írásmód szerinti írás                                                     | Magyaros (kiejtés szerinti) írásmód                                                                          |
| -------------------------------------------------------------------------------- | --- |
| - déjà vu dezsavű - disc-jockey, DJ diszkdzsoki, dídzsé, dizsi - donjuan donhuán | - diszk disc, disk - diszkó disco - diszpécser dispatcher - dizájn v. design - dodzsem dodgem - dressz dress |

## Dz
| Idegen írásmód szerinti írás | Magyaros (kiejtés szerinti) írásmód |
| ---------------------------- | ----------------------------------- |
|                              | - dzadzíki tzatziki, dzadziki       |

## Dzs
| Idegen írásmód szerinti írás | Magyaros (kiejtés szerinti) írásmód |
| ---------------------------- | --- |
|                              | - dzseki jacket - dzsem jam - dzsembori jamboree - dzsentri gentry - dzsessz v. jazz - dzsigg(el) jig, gigue - dzsigoló gigolo - dzsihád jihad - dzsin jin - dzsip jeep - dzsitter jitter - dzsogging jogging - dzsóker joker - dzsömper jumper - dzsörzé Jersey - dzsúdó judo - dzsiudzsicu dzsúdzsucu, jujutsu, jiujutsu - dzsungel jungle - dzsunka junk - dzsúsz juice |

Lásd még a D és a J betűt.

## E, É
| Idegen írásmód szerinti írás | Magyaros (kiejtés szerinti) írásmód |
| ---------------------------- | ----------------------------------- |
| - e-mail vagy ímél           | - elektron electron - euró euro     |

## F
| Idegen írásmód szerinti írás         | Magyaros (kiejtés szerinti) írásmód |
| ------------------------------------ | --- |
| - feeling fíling - feed-back fídbekk | - fájl file - fesztivál festival - fétis fetish - fitnesz fitness - fitt fit - flanel flannel - flopi floppy - folklór folklore - futball football |

## G
| Idegen írásmód szerinti írás                                          | Magyaros (kiejtés szerinti) írásmód             |
| --------------------------------------------------------------------- | ----------------------------------------------- |
| - gentleman dzsentlmen - gobelin goblejn, goblen - guillotine gijotin | - gírosz gyros - gól goal - grépfrút grapefruit |

Lásd még a Dzs betűt.

## H
| Idegen írásmód szerinti írás | Magyaros (kiejtés szerinti) írásmód                                                                                             |
| ---------------------------- | --- |
|                              | - hardver hardware - hendikep handicap - hobbi hobby - hoki hockey - holokauszt holocaust - hosztesz hostess - huligán hooligan |

## I, Í
| Idegen írásmód szerinti írás  | Magyaros (kiejtés szerinti) írásmód                                                      |
| ----------------------------- | ---------------------------------------------------------------------------------------- |
| - image imidzs (de vö. imázs) | - iglu igloo - imázs (de vö. image) - immunis immúnis - isler ischler - izotóp isotop(e) |

## J
| Idegen írásmód szerinti írás | Magyaros (kiejtés szerinti) írásmód                       |
| ---------------------------- | --------------------------------------------------------- |
| - junta hunta                | - jenki yankee - jonatán jonathan, jonathán - jukka yucca |

Lásd még a Dzs betűt.

## K
| Idegen írásmód szerinti írás | Magyaros (kiejtés szerinti) írásmód |
| ---------------------------- | --- |
| - ketchup kecsöp, kecsap     | - kajak kayak - kamion camion - kapucsínó capuccino - kardigán cardigan - kaszinó casino - kemping camping - kenu canoe - kílbót (angol keelboat, német Kielboot) - kivi kiwi - klip clip - klón(oz) clone - klub club - koktél cocktail - kóla cola - komfort comfort - komputer (ejtve gyakran [kompjuter]) computer - konyak cognac - kord cord, chord - krossz cross |

Lásd még a C betűt.

## L
| Idegen írásmód szerinti írás | Magyaros (kiejtés szerinti) írásmód                                                                    |
| ---------------------------- | --- |
|                              | - lézer laser - lízing leasing - lobbi, ~zik lobby - lodzsa loggia - löncs lunch - lúzer loser, looser |

## M
| Idegen írásmód szerinti írás | Magyaros (kiejtés szerinti) írásmód                                                                             |
| --- | --- |
| - machete vagy macséta macsete - madeira (ejtve [madejra]) madejra - maestro májsztró - musical mjuzikel, muzikel - mylord milord, májlord | - maharadzsa maharaja - meccs match - menedzser manager - menedzsment management - minyon mignon - mobil mobile |

## N
| Idegen írásmód szerinti írás | Magyaros (kiejtés szerinti) írásmód                 |
| ---------------------------- | --------------------------------------------------- |
|                              | - navahó navajo - nejlon neylon - neutrínó neutrino |

## O, Ó
| Idegen írásmód szerinti írás                      | Magyaros (kiejtés szerinti) írásmód |
| ------------------------------------------------- | ----------------------------------- |
| - online onlájn - ombudsman ombucman - opus opusz |                                     |

## P
| Idegen írásmód szerinti írás                                                  | Magyaros (kiejtés szerinti) írásmód |
| ----------------------------------------------------------------------------- | --- |
| - pacemaker v. pészméker - pizza piddza - piranha v. pirája piranja, pirannya | - pacemaker v. pészméker - papája (’gyümölcs’) papaya - parti (’játszma’, ’buli’, ’házasság’) party - pasziánsz patience - piranha v. pirája piranja, pirannya - pirszing piercing - pláza plaza - póló polo - póni pony - posztumusz posthumous, poszthumusz - préri prairie - probléma problem(a) - projekt project |

## R
| Idegen írásmód szerinti írás                        | Magyaros (kiejtés szerinti) írásmód                                      |
| --------------------------------------------------- | ------------------------------------------------------------------------ |
| - ragtime regtájm, rektájm - rap v. rep - rock rokk | - raglán raglan - rakett racket - rali rally - riport report - rozé rosé |

## S
| Idegen írásmód szerinti írás | Magyaros (kiejtés szerinti) írásmód            |
| --- | ---------------------------------------------- |
| - shake sék - shop, shopping sop(ping) - show (l. még talkshow) só - snowboard sznóbórd - spam szpem - spleen szplín - spot szpot - spray v. spré v. szpré szpréj - squash szkvas - stewardess sztyuárdessz - stroke sztrók | - seriff sheriff - sort short - stressz stress |

Lásd még az Sz betűt.

## Sz
| Idegen írásmód szerinti írás | Magyaros (kiejtés szerinti) írásmód |
| ---------------------------- | --- |
|                              | - szauna sauna - szervál serval - szerver server - szerviz service, szervíz - szexepil sex appeal - szexi sexy - szkennel, szkenner scan, scanner - szkinhed skinhead - szlalom slalom - szleng slang - szlogen slogen - szoftver software - szörf, ~özik surf - szpícs speech - szpíker speaker - szponzor sponsor - sztár star - sztracsatella stracciatella - sztrájk strike - sztreccsnadrág, ~anyag stretch - szupernóva supernova - szvetter sweater |

Lásd még az S betűt.

## T
| Idegen írásmód szerinti írás | Magyaros (kiejtés szerinti) írásmód                                                                         |
| --- | --- |
| - taekwondo v. tekvandó tekvando, tékvandó, tékvándó, tekvondo, tekvondó - talkshow (l. még show) tóksó - team tím - thriller triller - topless toplesz | - tájfun typhoon - technó techno - tíkfa teak - tinédzser teenager - tipp tip - tószt toast - trendi trendy |

## U, Ú
| Idegen írásmód szerinti írás | Magyaros (kiejtés szerinti) írásmód |
| ---------------------------- | ----------------------------------- |
|                              | - ufó UFO                           |

## V
| Idegen írásmód szerinti írás | Magyaros (kiejtés szerinti) írásmód                                                                                           |
| ---------------------------- | --- |
| - vignetta vinnyetta         | - ventilátor ventilator, ventillátor - vermut vermuth - videó video - vigvam wigwam - víkend weekend - vincseszter winchester |

Lásd még a W betűt.

## W
| Idegen írásmód szerinti írás | Magyaros (kiejtés szerinti) írásmód |
| --- | ----------------------------------- |
| - walkman vókmen - watt vatt - web veb - wellness velnesz - werk(film) verk - western vesztern - whiskey és whisky viszki - whist viszt - wurlitzer vurlicer |                                     |

Lásd még a V betűt.

## Zs
| Idegen írásmód szerinti írás | Magyaros (kiejtés szerinti) írásmód |
| ---------------------------- | ----------------------------------- |
|                              | - zsilett gillette - zsűri jury     |

## Az idegen alakkal egybeeső magyaros alakok
Egyes esetekben a szó magyaros írásmód szerinti alakja egybeesik az eredeti nyelvi alakkal, így nem sorolhatók be egyértelműen. Ezek közé tartoznak az alábbiak:
- bankomat, bikini, blog, dog, film, hamburger, heroin, hiphop, hotel, horror, internet, lift, link, liter, lord, marketing, motel, neutron, panel, pingpong, pop, propeller, proton, radar.

Némelyikük magyar kiejtése jelentősen eltér az eredeti nyelvi kiejtéstől, pl.:
- humbug, overall, producer, sport, start, stencil.

A center szó labdarúgási szakszóként magyar c-vel, idegen tulajdonnévben, ’központ’ értelemben sz-szel ejtendő.

## Xésch,valamintkszésgz
Az x, ch, ksz és gz betűket, betűkapcsolatokat tartalmazó jövevényszavakat lásd az Ingadozó kiejtésű és a kiejtéstől eltérő írásmódú magyar köznevek listája cikkben.